# Ferruccio Burco
Ferruccio Burco (Milano, 1939 – Ostuni, 27 aprile 1965) è stato un direttore d'orchestra italiano.
Già all'età di 8 anni dirigeva grandi orchestre nell'esecuzione di opere di genere lirico e sinfonico, senza partitura di riferimento.
Il suo talento era conosciuto anche negli USA, dove si è esibito in grandi teatri quali il Metropolitan.
Quella di Burco fu una carriera fortunata, ma breve. Nel 1965, rientrando a casa da un impegno artistico, trovò la morte in un incidente stradale, ad appena 26 anni, durante una tournée con il gruppo musicale "Città di Squinzano.